# 银白杨
银白杨（学名：Populus alba）通称白杨，为杨柳科杨属的植物。喜光，根系发达，木材轻软，可供观赏。
其种加词“alba”意为“白色的”。

## 形态
落叶乔木，高可达35米。灰白色树皮；芽、幼枝、叶下面及叶柄均密被白色绒毛；宽卵形、三角状卵形(长枝上)或卵形(短枝上)叶子，3-5掌状缺裂，裂缘有粗缺齿。
- 叶序
- 叶的正面（右）与反面（左）
- 树干，呈菱状斑驳
- Populus alba

## 分布
分布于北非、亚洲西北部、欧洲以及東亞的中国西北、及山西、河北、河南、山东、辽宁等地，生长于海拔120米至3,800米的地区。沙荒、轻碱土均可生长。

## 异名
- Populus alba L. var. bachofenii (Wierzb.) Wesmael.
- Populus alba L. var. pyramidalis Bunge